# Batalha do Mutul
A Batalha do Mutul (em latim: Muthul) foi travada em 108 a.C. entre as forças da República Romana, lideradas por Quinto Cecílio Metelo, e os númidas liderados pelo rei Jugurta da Numídia. Esta batalha foi um ponto de inflexão na Guerra contra Jugurta, que, apenas quatro anos depois, estaria morto, executado pelos romanos depois de sua captura pelos esforços do jovem questor Lúcio Cornélio Sula. O historiador romano Públio Rutílio Rufo se destacou nesta batalha e o gênio militar de Caio Mário se revelou pela primeira vez.
O rio Mutul atravessa o antigo reino de Aderbal na Numídia oriental e foi identificado como sendo o "Wäd Mellag". Se esta identificação estiver correta, Metelo teria iniciado sua campanha no sudeste da Numídia para reforçar suas linhas de suprimento. Outros autores, como Mannert and Forbiger, identificam este rio como sendo o Ubus, o que indicaria que Metelo teria iniciado sua campanha na Numídia ocidental, retornando a Zama posteriormente.

## Batalha
O objetivo de Metelo era alcançar rapidamente o interior da Numídia. Seu exército tinha que atravessar uma cordilheira e uma planície desértica de dezoito milhas para alcançar o rio Mutul, onde podia conseguir água novamente. Jugurta posicionou parte de sua infantaria ligeira e todos os seus elefantes de guerra ao longo do rio sob o comando de Bomílcar e escondeu toda sua cavalaria e as melhores unidades de sua infantaria numa serra florestada que ladeava o caminho que os romanos teriam que seguir.
Saindo do passo de montanha, Metelo percebeu a emboscada, mas sabia da necessidade premente de renovar suas reservas de água e, portanto, de atravessar o deserto sem a cobertura de sua cavalaria e sob a vigilância do inimigo. Ele destacou uma pequena unidade sob o comando de Públio Rutílio Rufo para que acampassem ao lado do rio enquanto o resto do exército continuava a marcha diagonalmente em direção à força númida na serra para atacá-los.
Jugurta ordenou que sua infantaria cortasse a rota de recuo dos romanos ocupando o passo de montanha enquanto a cavalaria númida fustigava os romanos, dividindo-os em pequenos grupos. Os númidas impediam que a infantaria romana se reagrupasse ou executasse um movimento coordenado. Cada grupo lutava por sua própria sobrevivência e a cavalaria númida controlava o campo de batalha. Bomílcar então lançou sua infantaria contra as forças de Rufo, impedindo que ele fosse ajudar Metelo.
Neste ponto da batalha, um oficial, Caio Mário, emergiu das fileiras romanas, reorganizou uns poucos destacamentos em ordem de combate e liderou uma coluna de 2 000 soldados através da linha númida para libertar Metelo, seu comandante. Mário então liderou a coluna morro acima contra a infantaria númida, que recuou, deixando os romanos no controle da elevação. A partir dali, Mário liderou seus homens contra a retaguarda da cavalaria númida, reunindo os destacamentos romanos em um único exército novamente.
Neste ínterim, Rufo havia aguentado o ataque númida perto do rio e conseguiu matar ou pôr em fuga os elefantes númidas. No começo da noite, as duas forças se reuniram. Apesar do recuo, as forças númidas conseguiram fugir em boa ordem graças à habilidade de Jugurta, o que fez com que os romanos, apesar de vitoriosos, sofressem muito mais baixas do que os númidas. 

## Depois da batalha
Jugurta debandou a maior parte de suas tropas e, de forma hábil e vencedora, adotou uma tática de guerra de guerrilha. Ao saber da Batalha de Mutul e das manobras subsequentes de Metelo contra as cidades númidas, os romanos em Roma aplaudiram seu desempenho:
| “ | ...grande alegria se manifestou em Roma quando notícias chegaram do sucesso de Metelo; como ele havia se portado e conduzido seu exército segundo a antiga disciplina; e tinha, com sua bravura, saído vitorioso, mesmo em desvantagem [...]. O Senado, portanto, aprovou oblações e agradecimentos públicos aos deuses imortais pelo sucesso de suas forças. A cidade, antes muito ansioso pela guerra, estava agora cheio de alegria e nada mais se ouvia além de elogios a Metelo. | ” |
|   | — Salústio, Guerra Jugurtina 55. |   |

## References
- Salústio, Guerra Jugurtina, 48–55.
- Theodor Mommsen, História de Roma, 4 "A Revolução".